# Chiyoshi Kubo
Chiyoshi Kubo –en japonés, 久保千代志, Kubo Chiyoshi– (27 de julio de 1952) es un deportista japonés que compitió en ciclismo en la modalidad de pista. Ganó una medalla de bronce en el Campeonato Mundial de Ciclismo en Pista de 1981, en la prueba de keirin.

## Medallero internacional
| Campeonato Mundial | Campeonato Mundial    | Campeonato Mundial | Campeonato Mundial |
| Año                | Lugar                 | Medalla            | Competición        |
| ------------------ | --------------------- | ------------------ | ------------------ |
| 1981               | Brno (Checoslovaquia) | Medalla de bronce  | Keirin (P)         |